# Das Recht der freien Liebe
Das Recht der freien Liebe (Alternativtitel Das Recht auf Liebe) ist ein deutscher Stummfilm von 1919.

## Handlung
Professor Carlsen ist ein Verfechter der Ehe, vernachlässigt aber dabei seine Frau. Sie verlässt ihn und lebt die freie Liebe mit ihrem zweiten Mann.

## Hintergrund
Produktionsfirma war die Progress Film Berlin. Der Film hatte eine Länge von sieben Akten auf 2665 Metern vor und 2563 Metern, ca. 125 Minuten nach der Zensur.
Sowohl die Polizei Berlin (Nr. 43483) als auch die Polizei München (Nr. 35591, 35592, 35593, 35594, 35595, 35596, 35597, 35598) belegten ihn mit einem Jugendverbot.
Uraufgeführt wurde der Film im November 1919.
Die erneute Prüfung der Reichsfilmzensur Berlin verbot ihn am 29. Januar 1921 (Nr. 1200), nach erneuter Prüfung milderte sie am 22. April 1921 auf ein Jugendverbot.

## Rezeption
Die Zensur meinte am 21. Januar 1921, der „Film wate[t] geradezu in sittlicher Verkommenheit und in der grenzenlosen Verachtung sittlicher Gesetze“, und verbot ihn. Die Beschwerde führte zu einer neuen Entscheidung.
Das zweite Zensurgutachten meinte hingegen, der Film vermittle „so viel verschiedene Eindrücke, gelegentlich übrigens auch wohltuender Art“, so dass das Verbot aufgehoben wurde, aber der Film mit einem Jugendverbot belegt blieb.